# Atentado de López de Hoyos
El atentado de López de Hoyos fue una acción terrorista cometida por ETA en Madrid el 21 de junio de 1993. La explosión de un coche bomba dirigido contra una furgoneta que transportaba personal militar causó la muerte de seis militares de las Fuerzas Armadas y el conductor civil, además de heridas a 22 personas presentes en las cercanías. Una segunda explosión de un coche en la calle Serrano una hora después de la primera, con la intención de destruir el vehículo utilizado en la huida, causó heridas a otras tres personas.

## Atentado
La explosión del primer coche bomba se produjo a las 8:15 a. m. en la glorieta de López de Hoyos (confluencia de las calles López de Hoyos y Joaquín Costa). El coche bomba, un automóvil modelo Opel Corsa, estaba cargado con 40 kilogramos de amonal e hizo explosión al paso de una furgoneta marca Mercedes en el que viajaban todas las víctimas mortales. La furgoneta de transporte cubría la ruta habitual entre Alcalá de Henares y la sede del Estado Mayor de la Defensa (ubicado frente a Nuevos Ministerios, en el Paseo de la Castellana). La potente explosión, que fue accionada a distancia, causó la muerte en el acto de los ocupantes. Los cuerpos de algunos de ellos salieron despedidos fuera del vehículo, volando hasta alcanzar la calzada del paso superior de la glorieta de López de Hoyos. La explosión hirió además de diversa gravedad a 23 personas, incluyendo tres niños que esperaban el autobús escolar. Por efecto de la onda expansiva resultaron dañadas 446 viviendas de 30 edificios diferentes.
Una hora después, a las 9:15 a. m. explotaba un segundo vehículo en la calle Serrano de Madrid. El Ford Fiesta, que había sido robado el año anterior y sus matrículas falseadas, fue detonado con una carga explosiva mucho menor, con la intención de borrar las pruebas en este vehículo que había sido empleado para huir del escenario de la primera explosión. Esta segunda detonación causó heridas a tres viandantes, uno de ellos con heridas muy graves.

### Víctimas mortales
- Javier Baró Díaz de Figueroa, teniente coronel del ejército.
- José Manuel Calvo Alonso, sargento 1º de la Armada Española.
- José Alberto Carretero Sogel, teniente coronel del Ejército del Aire.
- Fidel Dávila Garijo, teniente coronel del ejército.
- Domingo Olivo Esparza, Capitán de Fragata de la Armada Española.
- Pedro Robles López, conductor de la furgoneta, funcionario del Ministerio de Defensa.
- Juan Romero Álvarez, teniente coronel del Ejército del Aire.